# 현대물리학
현대물리학(現代物理學, 영어: modern physics)은 19세기 말엽부터 이루어진 물리 활동을 이르는 것이다. 현대물리학은 양자역학과 상대성 이론, 이 두 갈래에서 큰 발전이 있었다. 양자역학의 핵심은 에너지가 연속적이지 않고 띄엄띄엄한 양이라는 것이다. 양자 가설은 원자의 분자의 구조를 이해하는 데 핵심적인 역할을 하였으며, 양자 역학의 결론을 철학적으로 이해하기 위한 노력의 결과 불확정성 원리와 상보성 원리가 등장하였다. 상대성 이론은 전통적이고 일상의 경험과 잘 맞는 3차원 공간과 시간을 4차원 시공간으로 이해하게 하였다. 양자역학과 상대성 이론은 자연 현상이 일상 경험과 일치하고 인과적인 법칙을 따르기 때문에 언제나 정확하게 예측 가능하다는 결정론적 세계관을 포기하게 만들었다.
양자역학이나 상대성 이론은 물리학자들이 연구실에서 연필이나 종이를 가지고 끝없이 머리 속으로 생각한 끝에 만들어낸 것으로 생각하기 쉽다. 그러나 사실은 전혀 그렇지 않았다. 19세기 말부터 20세기 초에 실험실에서는 새로운 방법과 정밀한 장비 덕분에 기존 이론에서 미처 설명하지 못했던 부분들의 실마리를 찾을 수 있게 되었다. 이 결과들을 통합적으로 설명할 수 있는 물리학 이론을 세우려는 과학자들의 노력이 결실을 맺은 것이 현대물리학이다. 양자역학과 상대성 이론도 이 중의 하나이다. 20세기는 1901년부터 시작되었지만 현대물리학은 이보다 앞선 1895년에 독일의 빌헬름 콘라트 뢴트겐이 엑스선을 발견하면서 시작되었다고 할 수 있다.. 엑스선 발견에 뒤이은 방사선의 발견, 전자의 발견 등은 한결같이 19세기 물리학이 성취한 업적이 의문을 제기하였으며, 이 의문을 해소하기 위해서는 새로운 이론과 관점이 필요했기 때문이다

## 빛과 물질의 이중성
19세기를 통한 전자기학의 발전으로 빛의 파동설은 확고한 승리를 이룩한 것처럼 보였다. 하지만 이러한 승리는 그리 오래가지 못하였다. 빛의 파동설을 위협하는 실험 결과와 이론이 속속 등장했기 때문이다. X선의 본질에 대한 문제도 그 중의 하나였다.

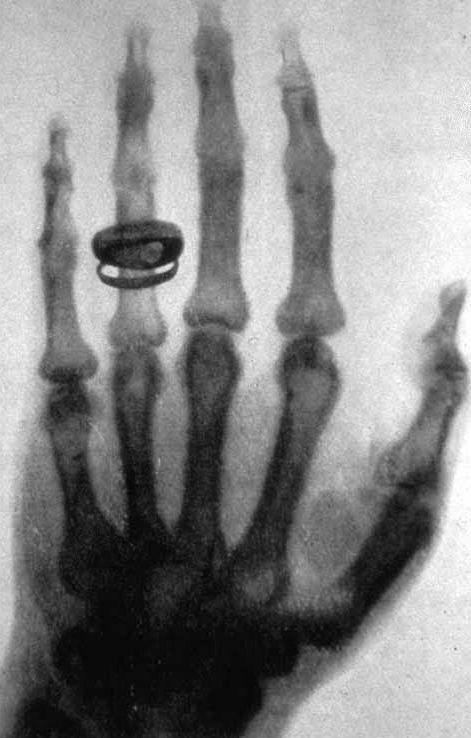
X선 촬영 뢴트겐이 반지를 낀 아내의 손을 촬영한 것으로 최초의 X선 촬영 사진이다.

'정체불명의 선(線)'이라는 이름에 걸맞게 X선의 본질이 입자인지 파동인지를 파악하기란 매우 어려웠다. 실험 결과 X선이 빛처럼 파동이거나, 음극선처럼 입자일 가능성을 모두 보여주었기 때문이다. X선이 발견되자마자 의료용으로 많이 사용된 것은 고체 물질을 잘 통과할 수 있기 때문이었다. 또한 음극선과 달리 전기장이나 자기장에서 휘어지지도 않았다. 그러므로 X선은 빠른 속도로 움직이는 전기를 띤 입자 같은 것이 아니라 파동의 일종이라 여겨졌다.
그러나 X선이 파동처럼 에너지가 공간에 퍼진 상태가 아니라 입자처럼 제한된 좁은 영역에 집중된 상태임을 보여 주는 실험 증거도 있었다. 예를 들어, 기체의 이온화 과정은 원자나 분자와 같이 아주 작은 영역에 집중적으로 에너지를 전달해야 이온으로 만들 수 있기 때문에 X선이 파동이라 가정하면 설명하기 힘들었다
독일의 막스 플랑크가 1900년에 내놓은 에너지 양자 가설도 빛과 물질의 이중성을 이해하는 과정에 큰 영향을 주었다. 플랑크가 에너지 양자 가설을 생각한 것은 흑체 복사 실험을 결과를 설명하기 위해서였다. 흑체란 입사한 복사 에너지를 100% 흡수하고 흡수한 에너지를 100% 다시 방출할 수 있는 가상의 물질이다. 당시에는 흑체의 온도와 방출되는 복사 에너지의 파장(또는 진동수)의 관계를 나타내는 분광학 실험 결과가 매우 정밀하게 나와 있었다. 영국의 레일리를 비롯한 많은 과학자들이 여러 가지 가설을 기초로 이 실험 결과를 설명하는 경험하는 수학식을 만들었지만 언제나 실험 결과의 일부분만 설명할 수 있었다.
막스 플랑크는 진동수 {\displaystyle v}의 빛에너지는 연속적인 것이 아니라 {\displaystyle hv}를 단위로 하는 불연속적인 에너지 양만 가질 수 있다고 주장하였다. 그가 양자 가설에 기초해서 발전시킨 흑체 복사 공식은 실험 결과를 완전하게 설명하였으므로 양자 가설은 확고한 근거를 얻게 된 것이었다. 다만, 에너지 양자화의 원인이나 물리적 의미는 물리학자들에게도 분명하지 않았다.
1905년에 발표된 아인슈타인의 광자 가설 역시 빛의 이중성의 문제를 제기하였다. 금속에 일정한 세기 이상의 빛을 쪼이면 전자가 방출되는데 이 현상을 광전 효과라고 한다. 문제는 광전 효과에서 빛의 진동수가 일정값 이상이면 세기가 약해도 전자가 방출되지만, 그 이하이면 빛의 세기가 아무리 강해도 전자가 방출되지 않는다는 것이었다. 아인슈타인은 막스 플랑크의 양자 가설을 이용하여 빛은 진동수에 비례하는 {\displaystyle hv}의 에너지를 가진 빛 입자, 즉 광자들의 흐름이고, 이 광자들이 금속의 전자와 충돌하여 전자를 떼어 내는 것으로 해석되었다. 아인슈타인의 광양자 가설은 광전 효과를 훌륭하게 설명하였다.
1912년에 라우에를 비롯한 독일의 과학자들은 광물 결정을 통과한 X선이 만드는 회절 무늬를 실험실에서 얻어내는 데 성공하였다. '라우에 회절 무늬' 또는 '라우에 반점'이라고 부르는 이 결과는 마치 빛의 회절 실험과 같이 X선의 파동성을 입증하는 중요한 증거로 여겨졌다. 이로써 과학자들은 X선 역시 빛과 마찬가지로 주기적인 파동이라는 데 잠정적으로 파악하였다.

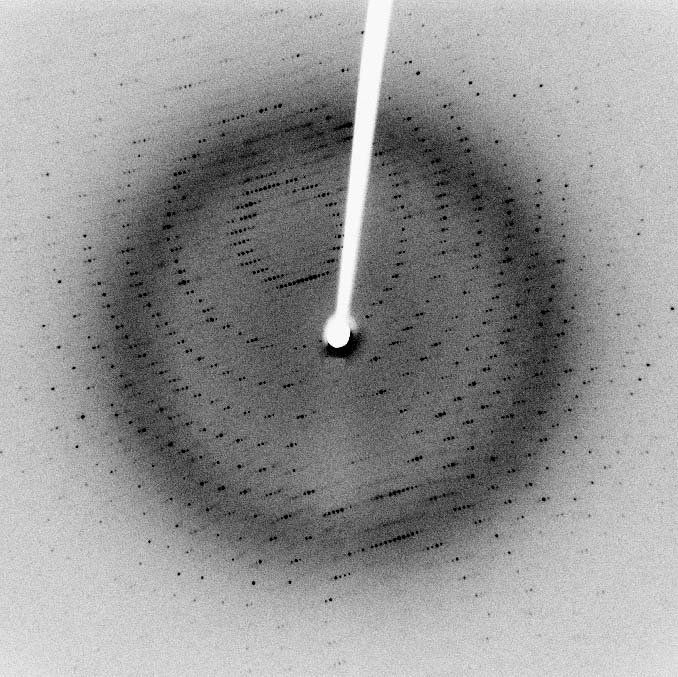
X선의 회절 무늬

다시 문제를 제기한 것은 미국의 아서 콤프턴이었다. 콤프턴은 정밀한 X선 산란 실험, 즉 X선이 물질을 통과한 후 휘어지는 각도를 측정하는 실험을 하였다. 실험 결과를 놓고 여러 가지로 고심한 끝에 1922년에 당구공끼리의 충돌처럼 표적 물질의 전자와 X선 입자의 충돌로 설명되는 이론을 내놓았다. 즉, X선을 연속적인 파동이 아니라 {\displaystyle hv}의 에너지와 그에 해당하는 운동량을 가지는 입자로 보고 문제를 푼 것이다.
한편, 프랑스의 루이 드 브로이는 입자를 파동으로 보고 문제를 풀려고 시도하였고, 전자를 파동으로 나타내는 방법을 고안하였다. 상대성 이론에 의하면 일정한 질량과 속도를 가진 전자의 운동량은 파장을 포함하는 다른 양으로 변환될 수 있었다. 드 브로이는 이 식을 이용해 전자의 파장을 계산하였다. 그리고 전자를 파장의 정수배에 해당하는 길이의 궤도를 가지는 정상파로서 인식하였다. 이른바 전자의 '물질파' 개념이 등장한 것이다. 이 이론은 1927년에 전자의 회절 실험이 성곰함으로써 증명되었다. 전자 현미경은 이러한 전자의 파동성을 이용한 것이다.
이처럼 X선과 빛의 파동-입자 이중성 문제는 어느 한 쪽으로 결말이 나지 않았고 시간이 지날수록 점점 더 혼란스러워졌다. 파동의 증거와 입자의 증거 모두 늘어나고 있으며, 양쪽 다 확실해 보였기 때문이다. 과학자들은 파동과 입자의 특성이 동시에 나타날 수 없고, 서로 모순된 것이라고 생각했기 때문에 어느 쪽을 확실하게 선택할 수 없었다. 이 문제는 결국 양자 역학을 통해 모순인 것처럼 보이는 파동-입자의 이중성을 해석하는 새로운 방법이 나타난 후에야 해결될 수 있었다.

## 핵물리학

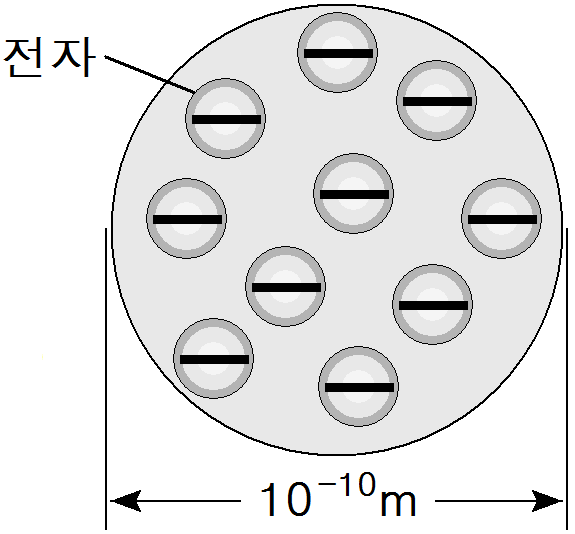
톰슨의 원자 모형

X선의 본질에 대한 고민 못지 않게 X선을 이용한 실험들도 현대물리학의 발전, 특히 원자 모형의 발전에 크게 기여했다. 과학자들은 X선을 이용하여 이온 상태로 만든 기체에 전기를 통하는 방법으로 물질의 특성에 대한 여러 가지 실험을 하였다. 이러한 기체 방전 실험의 대가였던 영국의 톰슨은 1897년에 모든 종류의 기체에서 발생하는 음극선이 음의 전기를 띠고 수소 원자 질량의 {\displaystyle {1 \over 1840}}밖에 안되는 작은 입자들, 즉 전자의 흐름이라는 사실을 발견하였다. 그는 또 이 입자들이 실험에 사용한 기체의 종류에 관계없이 언제나 방출되는 것을 알아내고 물질을 이루는 근본 요소라고 결론 지었다. 그리고 양전기가 고루 퍼져 있고 그 사이에서 전자들이 박혀 있는 원자의 이른바 ‘푸딩 모형’을 제안하였다.
뉴질랜드 출신의 러더퍼드는 방사선 연구를 통해 원자의 구조 문제에 관심을 가졌다. 프랑스의 베크렐은 1896년에 방사선을 처음 발견했지만 프랑스의 퀴리 부부가 새로운 방사성 원소 폴로늄과 라듐을 발견한 것 이외에 이렇다할 진전이 없었다. 러더퍼드는 X선 기체 방전과 비슷하게 방사선에 의한 이온화 과정을 조사하였다. 그 결과, 그는 1902년 무렵 방사선에 양전기를 띠고 물질에 아주 쉽게 흡수되는 알파(α)선, 음전기를 띠고 빠르게 움직이는 베타(β)선, 그리고 전기를 띠지 않으며 투과력이 강한 감마(γ)선이 있음을 발견하였다.
1911년 러더퍼드는 알파선이 금속막을 통과한 후의 변화를 측정하는 알파선 산란 실험을 통해 원자핵의 존재를 발견하였다. 실험 결과는 양전기를 띤 알파 입자가 마치 양전기를 띤 다른 입자와 충돌했을 때와 같은 산란 분포를 보였다. 이는 마치 행성들이 태양 주위를 도는 것과 비슷한 형태의 ‘행성 모형’이었다.
러더퍼드는 새로운 원자 모형을 제안했지만, 원자 모형보다는 방사선을 이용한 원자핵의 특성 연구에 더 많은 관심을 가졌다. 1919년에 그는 알파 입자가 공기 중의 질소 원자와 충돌할 때 산소의 동위 원소와 수소가 생기는 실험 결과를 발표하였다. 즉, 한 원소가 알파 입자와 충돌하여 인공적으로 다른 원소로 변환된 것이다. 원소는 변하지 않는다고 생각했던 사람들에게 이 실험 결과는 현대편 연금술로 여겨질 정도로 충격적이었다.
러더퍼드와 그의 제자들은 물질에 방사선을 쏘았을 때 발생하는 현상을 계속 연구하였다. 그러던 중 1932년에 러더퍼드의 제자 채드윅은 수소 원자와 질량이 비슷하고 전기적으로 중성인 새로운 입자, 즉 중성자의 존재를 확인하였다. 수소의 원자핵인 양성자, 전자 외에 원자를 구성하는 새로운 입자가 발견된 것이다.
중성자의 발견은 핵변환 연구에 큰 변화를 가져왔다. 양전기를 띤 알파 입자 역시 양전기를 띤 원자핵과 반발력 때문에 원자핵에 직접 작용하기 힘들었지만, 중성자는 전기적 저향 없이 원자핵에 접근할 수 있었기 때문이다. 따라서 많은 과학자들이 중성자를 이용한 인공 핵변환 실험을 시도하게 되었다.
그 중 독일의 오토 한과 프리츠 슈트라스만은 1938년 말 우라늄에 중성자를 쏘면 바륨이 생성되고, 이 때 2~3개의 중성자가 나와서 다른 우라늄 원자와 충돌하는 연쇄 핵반응을 발견하였다. 그런데 핵변환이 한 번 일어날 때마다 약간의 질량 감소가 뒤따르고 {\displaystyle E=\Delta mc^{2}}공식에 따라 질량이 감소에 해당하는 에너지가 발생하였다. 따라서 이론적으로 중성자에 의한 연쇄 핵반응이 가능하면 대규모 연쇄 핵반응을 일어나게 하여 한꺼번에 엄청난 에너지를 얻을 수 있었다. 이것이 원자 폭탄의 원리이다. 원자 폭단의 원리는 이처럼 간단하지만 이를 실현하는 것은 매우 어려운 일이다.
이처럼 X선과 방사선에 관련된 실험 연구는 원자 구조와 원자핵에 대한 새로운 이해를 가져다 주었다. 원자핵을 가진 원자 모형을 제안하였고, 원자를 이루는 기본 입자들인 전자, 양성자, 중성자의 존재를 확인하였다. 또한, 핵변환 실험을 통해 물질에 대한 이해가 필어짐은 물론 기본 입자들의 운동에 대해서도 알게되었다. 그러나 이러한 현상을 이론적으로 엄밀하게 해석하는 일은 양자역학의 몫으로 남게 되었다.

## 양자역학
막스 플랑크의 양자 가설을 도입하여 성공을 거둔 것이 아인슈타인의 광자 이론만이 아니었다. 에너지 양자 개념을 도입한 원자 모형은 수소의 선 스펙트럼, 이상 제만 효과 등 분광학의 난제들을 해결하는 데에도 매우 성공적이었다. 이 과정에서 전자의 상태에 대한 전혀 새로운 방식의 이해인 양자 역학이 성립되었다. 그리고 양자 역학에 대한 철학적 해석, 즉 불확정성 원리와 상보성 원리는 빛과 물질의 이중성 문제를 파악하는 새로운 관점을 제시하였다.

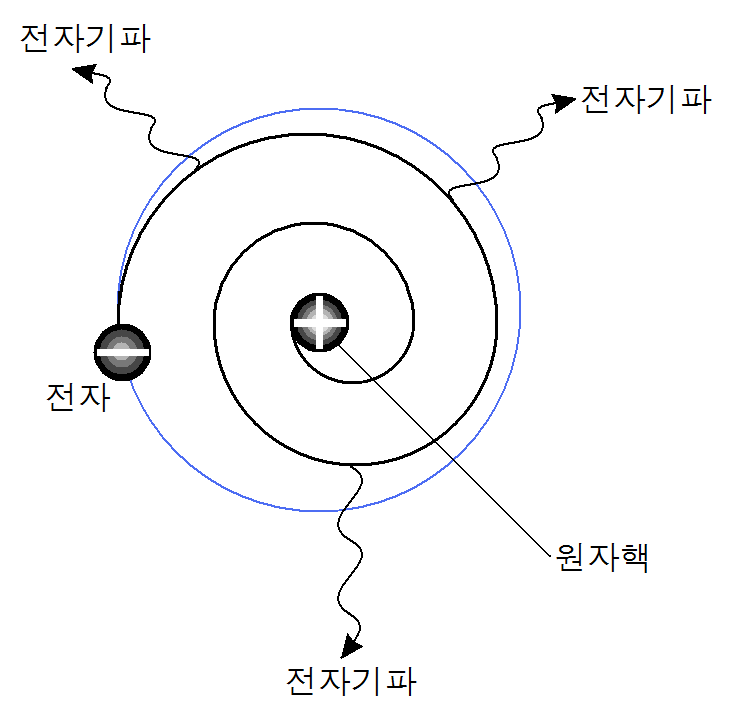
에너지를 잃은 전자 전자기파를 방출하면 전자를 잃게 한다.

보어의 원자 모형

러더퍼드의 행성 모형을 발전적으로 계승한 사람은 덴마크 태생으로 잠시동안 러더퍼드에게 배운 적이 있는 보어였다. 보어는 1913년에 ‘3부작’이라 불리는 세 편의 논문을 발표하면서 양자 가설을 이용한 새로운 원자 모형을 제시했다. 먼저 보어는 전기를 띤 물체가 운동할 때는 전자기파를 방출하기 때문에 속도가 점차 감소하는 점을 들어 러더퍼드의 원자 모형이 불안정함을 지적하였다. 즉, 전자가 계속 원자핵 주위를 빙빙 동고 있을 수 없다는 것이다. 대신 보어는 전자가 운동하는 동안에도 전자기파를 방출하지 않는 특별한 궤도가 존재한다고 가정했다. 전자는 이 궤도들 사이의 차이에 해당하는 에너지를 흡수하거나 방출하면서 궤도를 옮겨 다닌다. 이 때 흡수되거나 방출되는 빛에너지 {\displaystyle hv}는 궤도간 에너지 차이와 일치한다.
이러한 보어의 원자 모형은 러더퍼드의 행성 모형, 플랑크와 아인슈타인의 광자 가설, 그리고 수소의 선 스펙트럼 결과를 하나로 결합한 것이었다. 이 모형은 처음 제안되었을 때 엉성한 형태였고 이해하기 힘든 부분도 많았다. 예를 들어, 보어가 가정한 특정한 궤도에서는 왜 전자가 운동하는 동안에도 전자기파를 방출하지 않는지에 대해 아무런 설명도 없었다.
그러나 독일의 아르놀트 조머펠트는 보어의 원자 모형에서 가능성을 보였다. 그는 제1차 세계대전 기간 동안 보어의 원자 모형에 타원 궤도와 다른 양자 조건을 도입하여 수소의 선 스펙트럼을 정확하게 풀었다. 비로소 물리학자들은 보어 원자 모형을 수소 다음으로 간단한 헬륨 원자에 적용시켜 보거나 이 모형을 이용해 자기성이 있을 때 수소 스펙트럼의 선이 복잡하게 갈라지는 이상 제만 효과를 설명하려고 시도하였다.
조머펠트의 제자였던 파울리와 베르너 하이젠베르크는 이러한 시도에서 성공을 거두었다. 파울리는 전자를 4개의 양자수, 즉 주양자수, 방위 양자수, 자기 양자수, 제4의 양자수를 가진 상태로 나타낼 수 있다고 보았다. 그리고 원자 속의 각 전자는 같은 양자수 상태에 있을 수 없다는 '배타 원리'를 주장했다. 파울리의 배타 원리는 이상 제만 효과를 설명했고, 각 전자에 양자수를 차례로 부여하는 방식을 통해 원소의 주기율적 특성을 완벽하게 보여주었다. 파울리의 친구이기도 했던 하이젠베르크는 운동량, 에너지 같은 측정가능한 양만을 가지고 전자의 운동을 기술하는 양자역학의 한 형태인 행렬 역학을 완성하였다.
같은 시기에 오스트리아의 슈뢰딩거는 행렬 역학과 전혀 다른 방식의 양자역학 체계를 완성하였다. 그는 전자가 에너지 준위 사이를 왔다갔다 한다는 식의 설명에 불만을 느꼈다. 그래서 그는 드 브로이가 제안한 전자의 물질파 개념을 도입하여 수학적으로 훨씬 단순한 형태의 파동 역학을 완성하였다. 이에 행렬 역학과 파동 역학은 수학적으로 동등하다는 것이 곧 밝혀졌다. 물리학자들은 실제 계산을 할 때는 광학과 전자기학에서 사용하던 것과 유사한 형태의 파동 역학을 선호했다.
보어와 하이젠베르크는 각각 상보성 원리와 불확정성 원리를 통해 양자역학의 철학적 해석을 내놓았다. 하이젠베르크의 불확정성 원리에 따르면 전자의 위치와 운동량은 아주 작은 범위 내에서 서로 불확실한 관계에 있기 때문에 두 양을 동시에 정확하게 관찰할 수 없다.
보어의 상보성 원리에 의하면 양자 현상이 입자상의 파동성을 동시에 보여주는 것은 우리가 거시 세계를 통해 얻은 관찰 용어를 가지고 미시 세계를 기술하려고 하기 때문이다. 즉, 전자의 파동 - 입자 이중성은 우리가 거시 세계에서 모순 관계인 파동과 입자로 전자를 기술하기 때문에 생기는 문제일 뿐이라는 것이다.
이 두 해석을 보통 ‘코펜하겐 해석’이라 부른다. 코펜하겐 해석은 자연이 인과적인 물리 법칙에 따라 움직인다는 전통적인 세계관을 비결정론적인 세계관으로 바꾸는 계기가 되었다.

## 상대성 이론
19세기의 전자기학으로 대표되는 근대물리학은 매우 성공적이었지만 몇 가지 숙제를 안고 있었다.
먼저, 우주에 꽉 차 있으며 완전 탄성체인 가상의 물질, 에테르를 가정했다는 점이다. 에테르는 꼭 필요한 요소였지만 실제로 에테르의 존재를 증명하려는 많은 노력은 성공하지 못한 상태였다.
또한, 다른 역학의 법칙과 달리 서로 등속도로 움직이는 관찰자의 입장에서 볼 때 전자기 방정식이 서로 불변으로 유지되지 않았다. 예를 들어, 고전역학에서는 정지한 관찰자와 등속으로 움직이는 관찰자가 어떤 물체의 운동 방정식을 동시에 기술할 때 같은 형태를 띤다. 전자기학에서는 이 관계가 성립하지 않았지만, 이 문제를 풀기 위해 시도하는 사람은 그리 많지 않았다.
이러한 이론에 기반해 있던 당시에 두가지 중대한 문제가 있었는데, 먼저 1851년에 프랑스의 피조는 움직이는 유체를 통과하는 빛의 속도가 뉴턴 역학에서의 속도 합성 공식과 합치하지 아니한다는 사실을 발견했다. 뉴턴 역학에서는 속도 {\displaystyle v}로 일정하게 움직이는 기차에 탄 사람이 기차에 탄 사람이 기차에 대해 다시 속도 {\displaystyle v^{\prime }}로 움직일 경우 정지한 관찰자가 볼 때 이사람의 속도는 {\displaystyle v+v^{\prime }}로 나타난다. 그런데 피조의 실험에서는 속도 {\displaystyle v}로 움직이는 유체 속에서 진행하는 빛의 속도가 정지한 관찰자에 대해 {\displaystyle v+c}가 아니라 {\displaystyle c}였던 것이다.
또, 미국의 마이컬슨과 몰리는 수직으로 교차하는 간섭계(Interferometer)를 만들어 에테르의 운동 방향과 빛의 운동 방향에 대한 실험을 하였다. 1887년에 그들은 지구의 운동과 각각 평행 방향과 수직 방향으로 운동한 두 빛이 한 지점에서 서로 만나 간섭 현상을 일으키도록 하는 장치를 만들었다. 그리고 만일 지구의 운동이 에테르에 영향을 준다면 그것은 빛의 속도 차이로 나타나고 간섭 무늬를 통해 파악될 것이라 예상하였다. 실험 결과 두 빛은 같은 속도로 움직였고 따라서 두 과학자는 지구 운동이 에테르에 영향을 주는 효과를 검출할 수 없었다. 이러한 현상들을 고전 역학과 전자기학의 틀에 맞게 설명하기 위해 네덜란드의 헨드릭 로런츠는 임시 방편으로 길이 수축 가설을 도입했다. 1904년에 로런츠는 수축 가설에 기초하여 움직이는 관찰자에게 물리 법칙이 불변이 되도록 만드는 로런츠 변환 수식을 제시하였다. 이 변환식은 길이 수축이라는 이해하기 힘든 가설을 포함하고 있었으나 현상에 대해서는 수학적으로 정확한 결과를 제시하였다.

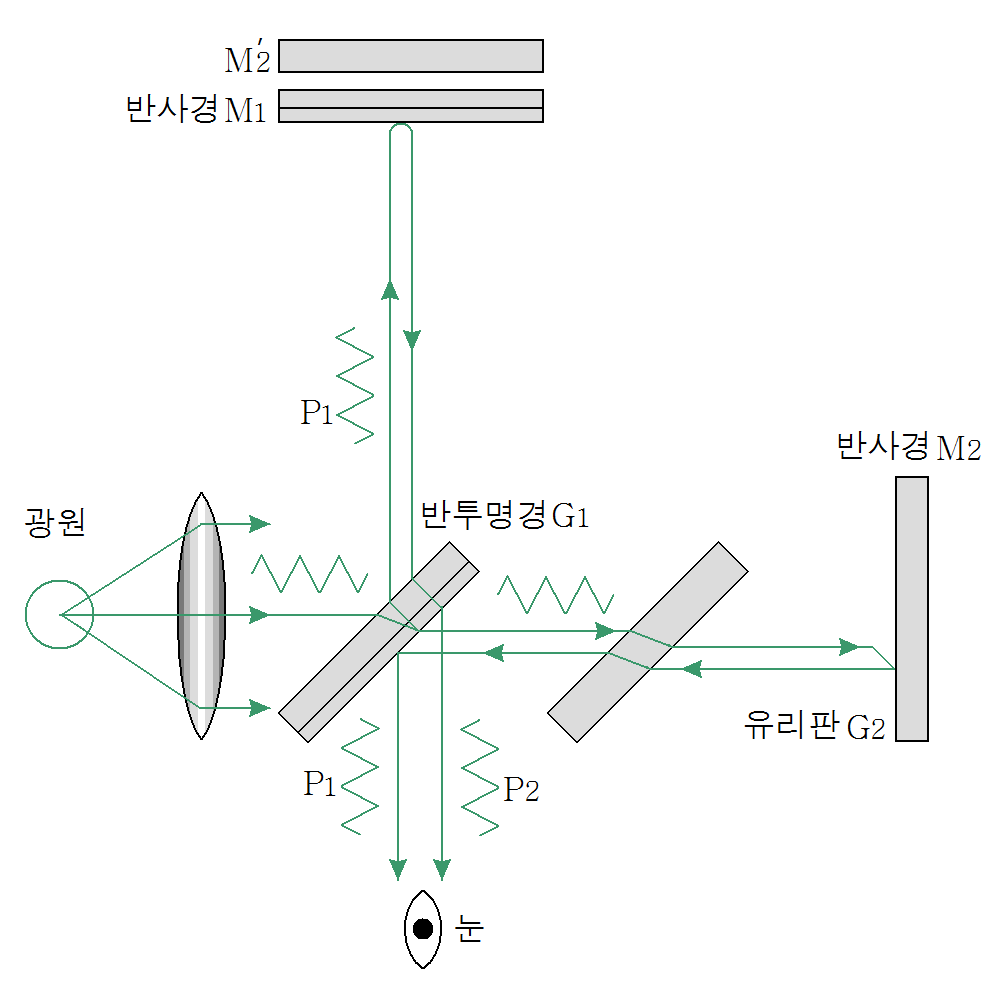
간섭계(Interferometer) 같은 광원에서 방출된 빛은 반투명경 에 의해 서로 직각 방향으로 나뉘어 진행하게 된다. 즉, 빛의 절반은 경로 을 따라 진행하여 반사경 에 의해 반사되고, 나머지 절반은 경로 를 따라 반사경 에서 반사된다. 과 의 거리는 같다. 따라서 두 경로 중 하나가 에테르의 영향을 받는다면 빛의 속도가 달라져 거리차에 의한 효과가 간섭 효과로 나타나게 된다. 그러나 마이컬슨-몰리 실험에서는 빛의 경로차에 의한 효과가 나타나지 않았다.

알베르트 아인슈타인은 헨드릭 로런츠의 1904년 논문을 알지 못한 상태에서 1905년에 「움직이는 물체의 전기 동역학에 대하여」를 발표했다. 이 논문의 결과는 등속도로 움직이는 관찰자에 대해서만 다루고 있기 때문에 보통 특수 상대성 이론이라고 부른다. 이 논문에서 아인슈타인은 새로운 방식을 써서 일반적인 형태의 로런츠 변환식을 얻어냈다. 그는 아래와 같은 몇가지 가정을 도입하였다.
1. 역학의 법칙이 성립하는 모든 기준계에 대해 전기 역학과 광학의 법칙 또한 성립한다(상대성 원리).
2. 빛은 방출하는 물체의 운동 상태와 무관하게 진공에서 일정한 속도 {\displaystyle c}로 전파된다 : 헨드릭 로런츠는 존재가 검증되지 않은 에테르의 작용을 고려하기 위해 길이 수축과 같은 임시 가설을 도입하는 대신 빛이 일정한 속도로 나타나는 여러 실험 결과들을 그대로 가정으로 도입한 것이다.

알베르트 아인슈타인은 광속도 불변의 원리를 바탕으로 등속도로 움직이는 모든 관찰자들에게 전자기 법칙이 불변으로 유지되는 좌표와 시간의 변환식을 유도하였다. 그 결과는 로런츠 변환식의 일반적인 형태였으며 새로운 시공간 개념이었다. 또한, 이 과정을 통해 빛 에테르의 도입이 필요하지 않음이 증명되었다. 아인슈타인이 같은 해에 빛이 에테르의 파동이 아니라 입자처럼 전달된다는 광자 이론을 발표한 것은 특수 상대성 이론과도 관련이 있는 것이었다.
원래 무명이었던 알베르트 아인슈타인과 크게 주목 받지 못하던 그의 특수 상대성 이론에 관심을 가진 사람은 당시 독일의 특허 사무국에서 근무하던 과학자 플랑크였다. 플랑크가 이러한 행보를 보인 것은 물리학 이론의 보편성과 단순성을 굳게 믿고 있었기 때문이다. 그는 자신의 제자들에게 상대성 이론에 대한 연구를 하도록 지도했으며 플랑크 자신도 이 주제를 심도 깊게 연구하였다. 이러한 적극적인 노력에 힘입어 독일의 다른 물리학자들과 수학자들도 특수 상대성 이론에 관심을 가지게 되었다.
독일의 수학자 민코프스키도 그 중 한 사람이었다. 상대성 이론 하면 금방 4차원 시공간 개념을 떠올리는 사람이 많지만, 사실 상대성 이론에 4차원 시공좌표를 도입한 사람은 민코프스키였다. 그의 이론에서는 4차원 세계가 절대적이고 실재적인 의미를 지녔으며, 아인슈타인은 이러한 4차원 시공 개념의 절대성을 받아들였다.
아인슈타인은 1907년부터 등속도 운동만이 아니라 가속도 운동에도 적용될 수 있도록 특수 상대성 이론을 확장하는 연구를 시작하였다. 수년 간 끈질기게 연구하고 친구이자 수학자인 그로스만과의 협동 연구를 통해 마침내 1916년에 완전한 중력장 방정식을 발표하게 되었다. 우주 공간은 더 이상 유클리드 기하학에 의해 표현되지 않고 비유클리드 기하학에 의해 굽어진 공간으로 표현되었다. 일반 상대성 이론 논문에서 아인슈타인은 자신의 이론을 검증할 아래의 세 가지 증거를 제시하였다.
1. 수성의 근일점이 1세기에 43{\displaystyle ''}만큼 궤도상에서 이론값과 차이가 나게 움직였다.
2. 빛이 중력장 속에서 휜다.
3. 중력장 속에서 적색 편이가 일어난다.

아인슈타인은 첫째 증거와 관련하여 19세기에 이미 관측된 결과와 자신의 이론이 일치한다고 주장하였다. 둘째, 셋째 증거는 당시까지 관측된 바가 없었다.
제1차 세계대전 직후인 1919년에 영국의 탐험대는 개기 일식이 일어날 때 아인슈타인의 예언을 검증하기 위해 관측을 시도하였다. 두 팀의 일식 관측대는 태양 주변에서 관측한 결과를 빛이 휘는 현상으로 해석하였고, 따라서 아인슈타인의 예언이 확등되었다고 발표하였다. 이 소식은 언론에 대서특필되었고 아인슈타인은 세계적인 물리학자로 떠올랐다.

## 같이 보기
- 과학사
- 현대 과학
- 현대 화학